# هلتون لیته
هلتون برانت آلیکسو لیته یا به اختصار هلتون لیته (انگلیسی: Helton Leite؛ زادهٔ ۲ نوامبر ۱۹۹۰) بازیکن فوتبال اهل برزیل است.
از باشگاه‌هایی که در آن بازی کرده‌است می‌توان به باشگاه فوتبال بوتافوگو و باشگاه فوتبال کریسیوما اشاره کرد.

## زندگی شخصی
وی فرزند دروازه‌بان اسبق فوتبال، ژائو لیته است.